# Changhe Freedom M70

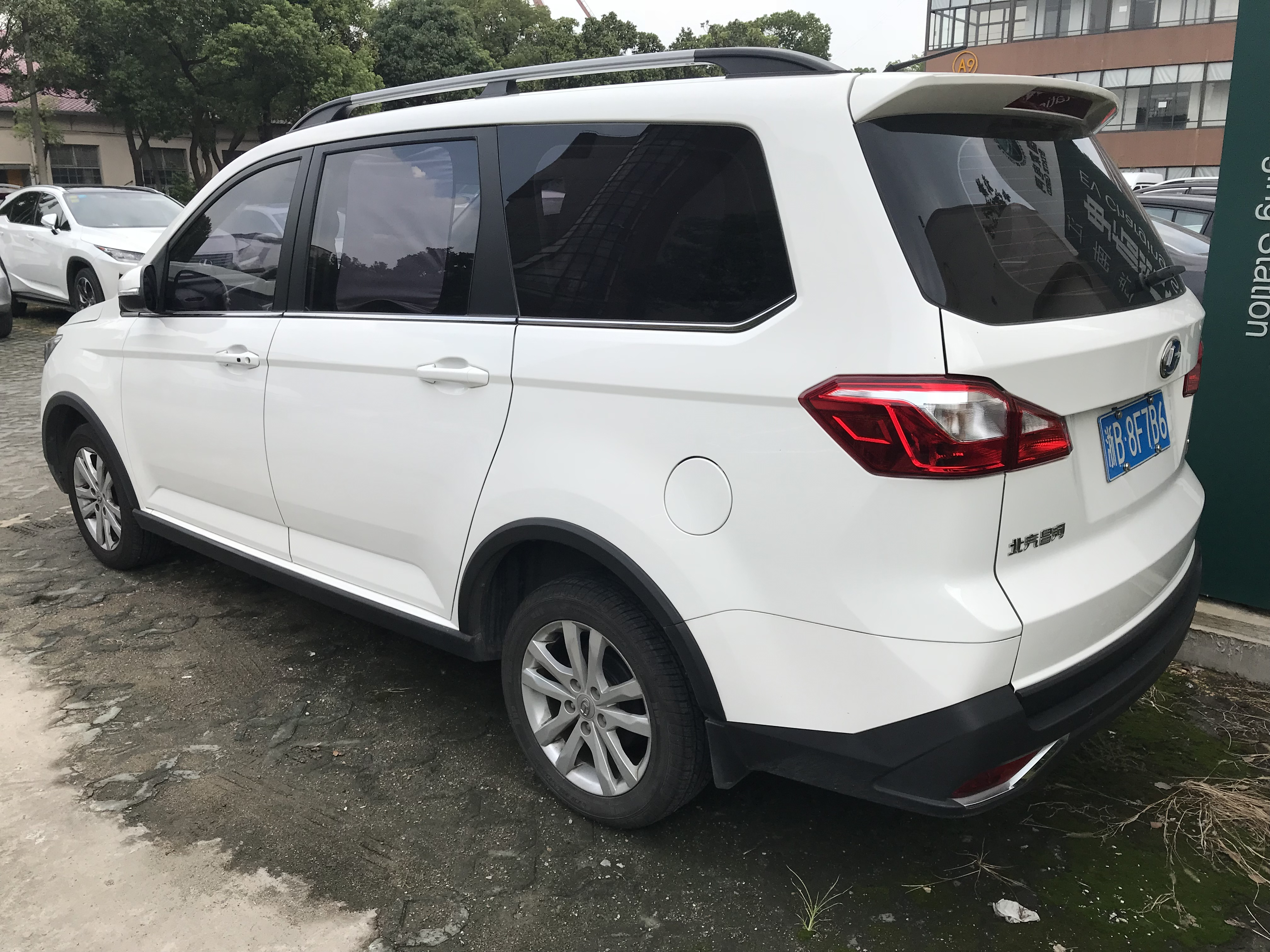
Вид сзади

Changhe Freedom M70 — минивэн, выпускавшийся суббрендом Changhe компании BAIC.

## Описание
Производство Changhe Freedom M70 началось в 2016 году, а продажи — в марте 2017 года. Ценовой диапазон варьировался от 54900 до 64900 юаней. Вместимость автомобиля варьировалась от 5 до 8 мест.

### Технические характеристики
Changhe Freedom M70 оснащался 1,5-литровым рядным четырёхцилиндровым двигателем. Коробка передач — пятиступенчатая механическая.